# Toyota Corolla Verso
El Toyota Corolla Verso es un monovolumen del segmento C desarrollado por el fabricante de automóviles japonés Toyota. Las unidades vendidas en el mercado europeo son fabricadas en Turquía y Reino Unido. La primera generación fue lanzada al mercado en 2002, la segunda en 2004 y la tercera en junio del 2009. La cuarta generación, de 2013, fue vendida simplemente como Verso.
Sus principales competidores fueron el Citroën C4 Picasso, el Peugeot 5008, Renault Scénic, Opel Zafira y Volkswagen Touran.

## Primera generación (2002-2004)
La primera generación del Corolla Verso es un monovolumen de cinco plazas, todas ellas independientes. Se lanzó al mercado europeo con la idea de competir con vehículos como los Citroën Xsara Picasso, Renault Scénic, Opel Zafira y Volkswagen Touran.

### Equipamiento
En el mercado europeo se ofrecieron dos niveles de acabado, llamados Terra y Sol. Ambos incluían elevalunas eléctricos, airbag del conductor, acompañante y laterales, ABS+EBD, cierre centralizado, radiocd para la versión Sol y radiocasete para la versión Terra con cuatro altavoces, mandos de la radio en el volante y mando a distancia. El nivel de equipamiento Sol agregaba climatizador, elevalunas eléctricos traseros, faros antiniebla delanteros y llantas de aleación de 16 pulgadas. El control de tracción, control de estabilidad y el asistencia en frenada de emergencia eran de serie en la versión sol, solo con motorización de 1.8 litros, El aire acondicionado era de serie en la versión Terra.
También estaban disponibles 2 sistemas de GPS, uno el TSN300, donde salía la información por la mini-pantalla del radiocd y otro grande, un navegador de coche normal y corriente incrustado en el salpicadero.
Otras opciones de las cuales se disponían eran:
- Alarma
- Sensor de aparcamiento
- Nevera portátil
- Manos libres
- Protector de maletero
- Cargador de CD
- Cámara de visión Trasera

### Motorizaciones
Para esta generación, existían motorizaciones diésel de 110 CV y gasolina de 129 y 177
 CV de potencia máxima, siendo la de mejor motorización D-Cat (Diesel - Clean Advanced Technology) ,  estas últimas las únicas con posibilidad de transmisión automática.

## Segunda generación (2004-2009)
La segunda generación del Corolla Verso era comercializada principalmente en Europa. Existìa en versión de siete plazas.Su distribución de asientos es 2-3-2, y las dos plazas traseras se pueden plegar y esconderse bajo el maletero mediante el sistema "Toyota Easy Flat-7".
Todos los modelos incluían como equipamiento de serie nueve airbags, control de tracción, control de estabilidad, ABS+EBD, asistencia en frenada de emergencia, Sistema MICS (Minimum Intrussion Cabin System), puntos de anclaje ISOFIX, discos de freno en las cuatro ruedas, y sistema de reducción de daños por latigazo cervical (WIL). EL Corolla Verso recibió cinco estrellas de cinco en la prueba de choques de EuroNCAP.

### Equipamiento
Existían tres acabados diferentes, llamados Luna, Sol y Sport. Los tres incorporaban arranque del motor mediante una tarjeta que se introducía en una ranura del tablero.
El nivel de equipamiento de serie de la versión Sol incluía: Llantas de aleación de 16 pulgadas y neumáticos 205/55, control de velocidad de crucero, climatizador, pasos de puerta decorados, sensor de lluvia y retrovisor electrocromático.
El acabado Sport añade a los anteriores llantas de aleación de 17 pulgadas y neumáticos 215/50, tapicería sport, volante y palanca de cambios forradas en cuero cosido en color plata, y lunas traseras tintadas.
Entre los accesorios opcionales estaban disponibles cámaras de visión delantera y trasera, que se ven en la pantalla de la unidad GPS (también opcional) y ayudan a aparcar, y a la hora de salir de calles estrechas sin visibilidad a los laterales.
El GPS se mantiene igual que en la primera generación, disponible en versión radio CD (TSN 300) o navegador completo.

### Motorizaciones
Las versiones del Corolla Verso montaban un motor de gasolina de 1.8 litros de cilindrada y 129 CV de potencia máxima, o un motor diésel de 2.2 litros de cilindrada y 136 CV o 177 CV de potencia máxima.
Anteriormente se fabricaba con un motor diésel de 2.0 litros de cilindrada y 116 CV de potencia máxima.

## Primer restyling (junio de 2007-mayo de 2008)
A partir de junio del 2007 se presentaba en el "Salón Internacional del automóvil" de Barcelona la nueva entrega del Corolla Verso II, esta vez con cambios menores en respecto a sus otras versiones.
Era un restyling de la segunda generación, ya que los cambios, aunque importantes, son menores.
En el tema de medidas del vehículo, era sólo 1 cm más largo que la Fase I del modelo, únicamente debido al cambio del paragolpes delantero, ya que el trasero, es el mismo.

### Motorizaciones y exterior
Los motores Diésel incluyen un Filtro llamado Diesel Particulate Filter (DPF) y un catalizador sobre el motor 2.2 D-4D 136 CV para poder seguir manteniendo la política Anti-Contaminación que Toyota que sigue manteniendo actualmente.
En aspecto exterior cambia el paragolpes, donde se refleja el aspecto del nuevo Toyota Auris, una barra cromada en el portón trasero, los antinieblas centrados, nuevas llantas y una parrilla delantera más deportiva. Cambian las ópticas tanto delanteras como las traseras ligeramente, donde para la versión sport son específicas.
En el tema de la pintura, cabe destacar que se incluyen 5 nuevos colores.

### Interior
En el apartado del interior, incorpora un Climatizador Bi-Zona, un nuevo sistema de audio donde incorporaba por fin el esperado, entre muchos usuarios, Mp3 y WMA, se rediseña la zona del Climatizador, y se mejora el accesorio de la cámara de ayuda en los cruces y de aparcamiento.
Nuevo sistema Bluetooth con funciones vocales, también se mejora el navegador GPS donde se incorporan funciones de voz en 10 idiomas. También se le añade una tapicería nueva para la versión Luna ya que anteriormente la compartían las versiones Sol y Luna.

### Actualización posterior del modelo
Unos meses después al Corolla Verso del Restiling, se añadía al equipamiento de serie con Bluetooth controlados por el volante,conector de iPod, Sensores de aparcamiento Delanteros y Traseros.

## Segundo restyling (mayo de 2008-mayo de 2009)
En mayo del 2008 se presenta la segunda actualización del modelo de Corolla Verso, si en la otra "reforma" le tocó al apartado interior cambiando el Radio Cd y el Climatizador, esta vez le toca al exterior, cambiando las opciones de colores del vehículo.
Aparece un nuevo color plateado, quedando 2 colores plateados: Plata oscuro y Plata MT Metalizado.
Modificaciones de las 3 versiones:
- Luna:

-Climatizador Automático.
-Elevalunas eléctricos Delanteros y traseros.
-Tapicería "Marotex".
-Parasol interior con espejo y tapa.
- Sol:

-Climatizador Bi-zona.
-Retrovisor interior electrocromático.
-Radiocd MP3 Con cargador de 6 CD frontal.
-Nuevas llantas 16".
-Sensor aparcamiento delanteros y traseros.
-Control de crucero.
-Lunas traseras Oscurecidas.
-Parasol interior con espejo, luz y tapa.
- Nuevos Reposabrazos para los asientos delantero y traseros.
-Tapicería "Thrill".
- Sport:

-Todo lo que lleva la versión Sol:
-Sensores de luces y lluvia.
-Llantas 17" de 5 radios oscurecidas.(Las mismas que llevaba el Avensis),(T25).
-Volante y cambio de marchas cosido en hilo color plata.
-Faros delanteros oscurecidos.
-Tapicería "Sport"
-Radio CD Mp3 Con DSP, potencia de 40x4W y 6 altavoces.

## Tercera generación (2009 - 2013)
En el salón de Ginebra de 2009 se presenta al público el nuevo Toyota Verso, perdiendo el nombre de Corolla, demostrando que poco a poco Toyota quiere "olvidar" el Corolla (el modelo más vendido de la historia en todas sus generaciones)
adaptándose a las nuevas tendencias y añadiendo accesorios que otros monovolúmenes tenían y el Corolla Verso no.
Se crean las versiones Live, Active y Advance, en lugar de luna y sol

### Motorizaciones y Exterior
Los motores pasan a ser 1.6 Gasolina (atmosférico y 132 CV), 1.8 Gasolina (atmosférico y 147 CV), 2.0 Diésel 120D (126 CV y turbo) y 2.2 diésel 150D(150 CV y turbo), y hay transmisiones manuales de 6 velocidades y automáticas de 7 velocidades Multidrive-s (1.8 gasolina y 150D)
Ninguna de ellos baja de los 10 segundos en el 0-100 se hacen más ecológicos ya que las emisiones de Co2 van desde 140 a 178g/km y sus consumos desde 5.4 a 7 litros/100
En el apartado exterior, el cambio es bastante notorio, vuelven a aparecer los pilotos traseros redondeados de la segunda generación y adapta una parrilla delantera con el aire del avensis.
las puertas traseras pierden la posibilidad de bajar todo el cristal entero, ahora hay una zona fija que no baja, mientras que en las otras generaciones bajaba completamente.
El vehículo pasa a ser algo más grande en longitud.
La versión live no lleva xenón ni cristales oscuros, la active si lleva lo mencionado y la advance es la superior que llevaba xenón. En todas las versiones se podía montar las barras longitudinales, siempre y cuando no se pida el techo panorámico (excepto versión live, que no puede montar el techo panorámico).
El sensor de lluvia y el de luces es únicamente para la versión advance y las luces traseras son de LED's.

### Interior
La versión live llevaba climatizador monozona,control de crucero con limitación de velocidad,elevalunas traseros eléctricos y mesita en la parte posterior de los asientos delanteros.Podía montar en opción el techo panorámico.Se pueden elegir 5 o 7 asientos.
En el apartado de audio dispone de bluetooth y de conector de iPod y la radio es de 6 altavoces
La versión active sumando lo anterior llevaba:Indicadores de cambio de marcha y marcha recomendada, el volante pasa a tener los controles de la radio. Se pueden elegir 5 o 7 asientos.
En el apartado de audio la radio pasa a tener 10 altavoces y la guantera delantera tiene una entrada de aire para refrigerar las bebidas.
la versión advance lleva lo mismo que la active, más unas cortinillas en las ventanas traseras y el sistema de arranque sin llave y asientos térmicos en las plazas delanteras. También dispone de serie alarma.
En el tema de seguridad no hay opciones ni variaciones en las 3 versiones, todas llevan 7 airbags, control de tracción, control de estabilidad, ABS, asistencia en frenada y anclajes ISOFIX.

## Verso (2013 - 2018)
En el salón de París en 2012 se presentó al público el nuevo Toyota Verso. Cuenta con las versiones de 5 y 7 plazas,  las cuales hay en Comfort y Advance, en lugar de Live, Active y Advance de la fase anterior.

### Motorizaciones y Exterior
Los motores se mantienen de la versión anterior siendo 1.6 Gasolina (atmosférico y 132 CV), 1.8 Gasolina (atmosférico y 147 CV), 2.0 Diésel 120D (124 CV y turbo), 2.2 diésel 150D(150 CV y turbo) y 2.2 diésel 180D (177 CV y turbo). Las transmisiones son o bien manuales de 6 velocidades o automáticas de 7 velocidades Multidrive-s (1.8 gasolina y 150D) Las emisiones de Co2 van desde 129 a 169g/km y sus consumos desde 4,9 a 6,8 litros/100, en 2014 Toyota adopta el motor 1.6 Diésel de origen BMW para sustituir el 2.0, se trata del N47 que monta el BMW Serie 1 y el Mini que es el mismo N47 que también BMW sirve con 2.0 Litros de cilindrada, pero en este caso reducido a 1.6 para cumplir con los exigentes cánones anticontaminación de la normativa europea.
Exteriormente se hace más deportivo, ajustando el frontal más similarmente a las otras gamas. En cuestión de acabados tenemos el Confort como básico, ofreciendo faros delanteros antiniebla, luces de circulación diurnas, retrovisores eléctricos y térmicos color carrocería y llantas de aleación de 16”. Cómo gama alta tenemos el Advance que tiene llantas de aleación de 17” y retrovisores plegables eléctricamente, además del equipamiento del Confort.

### Interior
En la versión Confort disponemos de 7 airbags, climatizador automático, control de crucero y limitador de velocidad,elevalunas traseros,disponemos de bandeja portaobjetos bajo el asiento del acompañante,reposabrazos delanteros con hueco portaobjetos y luz led, mesa plegable en el respaldo de los asientos delanteros, control de asistencia al arranque (HAC), control dinámico de estabilidad, tracción y dirección (VSC+), sistema Easy-Flat en asientos traseros, volante multifunción en cuero Nappa y Toyota Touch (pantalla táctil, bluetooth, puerto usb y Aux y cámara de visión trasera). Podemos añadirle el sistema Toyota Touch & Go (navegador, bluetooth avanzado y Apps),y también podemos añadirle la configuración de 5 asientos.
En la versión superior llamada Advance, aparte del equipamiento de la versión Confort, climatizador bi-zona, guantera iluminada y refrigerada, levas de cambio en el volante (transmisión automática), pomo de cambio en cuero, retrovisor interior antideslumbramiento, sensor de luz y lluvia y toma eléctrica de 12v en la parte trasera.De serie Disponemos del paquete skyview (techo panorámico y cristales traseros tintados), Toyota Touch & Go, paquete Smart Line (asientos delanteros calefactables, faros de Xenón (HID) con lavafaros, tapicería mixta de tela/cuero, sistema de entrada y arranque sin llave y parasoles retráctiles en las ventanas traseras laterales).
En el tema de seguridad no hay opciones ni variaciones en las 3 versiones, todas llevan 9 airbags, control de tracción, control de estabilidad, ABS, asistencia en frenada, cambio de carril y anclajes ISOFIX.

## Especificaciones

### Motores
| Generación | Motor     | Tipo     | Cambio                  | Potencia | Par motor | Versiones disponibles  |
| ---------- | --------- | -------- | ----------------------- | -------- | --------- | ---------------------- |
| 1ª         | 2.0 D-4D  | Gasóleo  | Manual 5                | 90 CV    | 215 Nm    | Terra y Sol            |
| 1ª         | 1.6 VVT-i | Gasolina | Manual 5                | 110 CV   | 150 Nm    | Terra y Sol            |
| 1ª, 2ª     | 1.8 VVT-i | Gasolina | Manual 5                | 129 CV   | 170 Nm    | Luna y Sol             |
| 1ª, 2ª     | 1.8 VVT-i | Gasolina | Automático              | 129 CV   | 170 Nm    | Luna y Sol             |
| 2ª         | 2.0 D-4D  | Gasóleo  | Manual 5                | 116 CV   | 280 Nm    | Luna y Sol             |
| 2ª         | 2.2 D-4D  | Gasóleo  | Manual 6                | 136 CV   | 310 Nm    | Luna y Sol             |
| 2ª         | 2.2 D-CAT | Gasóleo  | Manual 6                | 177 CV   | 400 Nm    | Sport                  |
| 3ª         | 1.6 DOHC  | Gasolina | Manual 6                | 132 CV   | 160 Nm    | Live, Active y Advance |
| 3ª         | 1.8 DOHC  | Gasolina | Manual 6 y multidrive S | 147 CV   | 180 Nm    | Active y Advance       |
| 3ª         | 2.0 D-4D  | Gasóleo  | Manual 6                | 126 CV   | 310 Nm    | Live, Active y Advance |
| 3ª         | 2.2 D-CAT | Gasóleo  | Autodrive S             | 150 CV   | 340 Nm    | Active y Advance       |

### Dimensiones y pesos
| Generación | Largo   | Ancho   | Alto    | Ancho vía delantera | Ancho vía trasera | Peso aprox   | Peso máximo | Radio de giro |
| ---------- | ------- | ------- | ------- | ------------------- | ----------------- | ------------ | ----------- | ------------- |
| 1ª         | 4240 mm | 1705 mm | 1610 mm | 1480 mm             | 1460 mm           | 1250-1420 kg | 1800 kg     | 10,2 m        |
| 2ª         | 4360 mm | 1770 mm | 1660 mm | 1505 mm             | 1495 mm           | 1365-1565 kg | 2165 kg     | 5,8 m         |
| 3ª         | 4440 mm | 1790 mm | 1620 mm | 1535 mm             | 1545 mm           | 1465-1665 kg | 2200 kg     | 5,4-5,6 m     |
| 4ª         | 4460 mm | 1790 mm | 1620 mm | 1540 mm             | 1540 mm           | 1430-1575 kg | 2260 kg     | 5,4-5,6 m     |

## Imágenes
|  |  |  |

|  |  |  |